# Ghyvelde (comuna delegada)
Ghyvelde, en neerlandés Gijvelde, era una comuna francesa situada en el departamento de Norte, de la región de Alta Francia, que el 1 de enero de 2016 pasó a ser una comuna delegada de la comuna nueva de Ghyvelde al fusionarse con la comuna de Les Moëres.

## Demografía
| Gráfica de evolución demográfica de Ghyvelde entre 1800 y 2013 |
|                                                                |

Los datos demográficos contemplados en este gráfico de la comuna de Ghyvelde se han cogido de 1800 a 1999 de la página francesa EHESS/Cassini, y los demás datos de la página del INSEE.